# Schizonycha chaetolepida
Schizonycha chaetolepida är en skalbaggsart som beskrevs av Moser 1914. Schizonycha chaetolepida ingår i släktet Schizonycha och familjen Melolonthidae. Inga underarter finns listade i Catalogue of Life.